# Sierra Sidewinder
Sierra Sidewinder est un parcours de montagnes russes tournoyantes situé dans le parc Knott's Berry Farm.
Sierra Sidewinder fut le premier Spinning Coaster du constructeur Mack Rides à posséder des trains où les wagons sont en rotation libre.

## Statistiques
- Force g : 3,3
- Éléments :
- Trains : deux trains de 4 wagons, les passagers sont placés par deux, sur deux rangs et dos à dos, pour un total de 16 passagers par trains.